# Sophie Weidauer
Sophie Weidauer (* 10. Februar 2002 in Stollberg/Erzgeb.) ist eine deutsche Fußballspielerin.

## Karriere

### Vereine
Die Stürmerin begann beim SV Tanne Thalheim mit dem Fußballspielen und wechselte später zum FC Erzgebirge Aue. Im Alter von zwölf Jahren wechselte sie in die Jugendabteilung des 1. FFC Turbine Potsdam. Im Jahre 2018 rückte sie in den Kader der zweiten Mannschaft auf, die in der 2. Bundesliga ihre Punktspiele bestritt. Mit 13 Toren in 18 Spielen in der Saison  2018/19 empfahl sich Weidauer für einen Platz in der ersten Mannschaft. Am 16. August 2019 (1. Spieltag) hatte Weidauer ihren ersten Bundesligaeinsatz bei der 2:3-Niederlage im Auswärtsspiel gegen den 1. FFC Frankfurt mit Einwechslung für Nina Ehegötz in der 75. Minute.
Am 8. Juli 2023 vermeldete Werder Bremen auf seiner Website die Verpflichtung von Sophie Weidauer als Neuzugang ab der Saison 2023/24.
Zur Saison 2025/26 schloss sie sich dem Bundesligaaufsteiger 1. FC Union Berlin an.

### Nationalmannschaft
Sophie Weidauer nahm zweimal an der U-17-Europameisterschaft teil. Im Turnier 2018 unterlag sie mit ihrer Mannschaft im Finale gegen Spanien mit 0:2. Ein Jahr später setzte sie sich mit ihrer Mannschaft mit 3:2 im Elfmeterschießen gegen die Niederlande durch. Darüber hinaus nahm sie an der U17-Weltmeisterschaft 2018 in Uruguay teil, wo die deutsche Mannschaft im Viertelfinale mit 0:1 an Kanada scheiterte. Bei der Reaktivierung der U23-Nationalmannschaft im Spieljahr 2024 kam sie am 24. Oktober in Frankfurt am Main beim 3:0-Sieg über die U23-Nationalmannschaft Frankreichs zum Einsatz.

## Erfolge
Nationalmannschaft
- U17-Europameisterin: 2019

Werder Bremen
- DFB-Pokal-Finalistin: 2024/25

## Auszeichnungen
- Preisträgerin Fritz-Walter-Medaille in Silber 2022 (zweitbeste U19-Nachwuchsspielerin)
- Torschützin zum Tor des Monats Oktober 2024